# 刘丽英
刘丽英（1932年—2024年9月30日），山东东平人，中华人民共和国政治人物。1949年2月，加入中国共产党；曾任中国共产党中央纪律检查委员会委员、常委，中纪委副书记。是自1979年，中国共产党恢复中纪委机构设置以来，任职时间最长的中纪委常委。

## 生平
刘丽英1947年参加“东北民主青年同盟”；后进入哈尔滨市行政干部学校学习。毕业后，被分配到沈阳市公安局。历任沈阳市公安局干部科副科长、科长，中共沈阳市委组织部干部处组长，沈阳市建筑工程局组织科科长，沈阳市公安局副局长等职。
刘丽英的早年经历并不为众人所知，特别是1977年以前的经历，更是绝少向人提及。据报道，在十年文革里，刘丽英曾屡遭磨难；她的两位亲人都受迫害致死。更有知情人说，刘丽英的丈夫也在这期间去世。后来，刘丽英因为查处了许多腐败案件而出了名，有人猜测，她的背景一定不一般，所以敢和“大人物”叫板。甚至，有人误传，刘丽英是元帅刘伯承的女儿。这些，她都曾亲自作出过澄清。
1977年，中共中央成立林彪、“四人帮”专案组，刘丽英被抽调到了北京，出任专案组办公室副主任。当时，专案组里的成员，多数是老红军老革命出身，年纪偏大，而刘丽英当时只有40多岁。同事们对她的评价是，“优秀”、“正直”。也正是因为她的出色表现，以及大胆、敢作敢为的性格。在专案组工作结束后，刘丽英被留了下来，后来担任审判员。
1979年，中共重新组建中央纪律检查委员会，刘丽英被选为中纪委委员。此后，在中共十二大上，刘丽英又被补选为中纪委常委；而后的中共十三大、十四大，刘丽英一直担任中纪委常委。而在中纪委机关，刘丽英曾历任中纪委检查室、第二检查室、第三纪律检查室副主任等职；是全国妇联第四、五届执委，1994年被增补为全国妇联第七届执委、常委。1997年的中共十五大时，65岁的刘丽英曾坦陈自己“已经准备退下来”，结果她不仅被安排留任中纪委常委，还更进一步，出任中纪委的副书记。
2002年11月，在中共十六大上，已经连任四届中纪委常委的刘丽英，终于卸下了肩上的反腐重担。

## 主要经历
- 1995年查办“无锡新兴实业公司非法集资案”（陈希同、王宝森等高官涉案）
- 1999年查办“远华走私案”
- 2000年查办“慕马案”（慕绥新、马向东等官员涉案）
- 2001年查办“丛福奎案”（原任河北省常务副省长）
- 在查办远华走私案期间，经刘丽英提议，办案组发出“双规通令”；即，要求涉嫌受贿的官员在规定时间、规定地点坦白交待受贿事实、上缴受贿资金[2]。这被认为是中共纪检系统“双规”政策的开始。

## 逝世
刘丽英同志因病医治无效，于2024年9月30日在北京逝世，享年92岁，官方讣告称她为“中国共产党的优秀党员，忠诚的共产主义战士，党的纪律检查和行政监察工作的优秀领导干部”。10月12日，刘丽英遗体送别活动在北京市八宝山革命公墓举行。